# Убийство в Пизенхолле

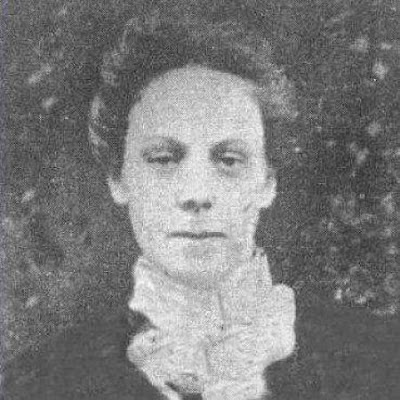
Роуз Харсент

Убийство в Пизенхолле — нераскрытое преступление, произошедшее в Суффолке в ночь на 31 мая 1902 года. Убийство произошло в загородном доме около полуночи во время грозы. Жертвой стала Роза Харсент, молодая служанка, которая была зарезана неизвестным. Обстоятельства этого дела вызвали большой резонанс во всей Великобритании. 

## Обстоятельства дела
В XIX веке маленький деревенский город Пизенхолл стал обителью приверженцев методисткой церкви, а точнее сектантов, последователей учения Якоба Аммана. Молодая женщина Роуз Харсент приехала в Пизенхолл и устроилась служанкой в дом к супругам Крисп — религиозным христианам. Они симпатизировали Роуз и помогали ей. Дочь чернорабочего, Роуз обладала удивительной красотой и острым умом. Она планировала построить большую карьеру. В скором времени она познакомилась с Уильямом Гардинером, известным в городе священником, учителем и предпринимателем. Он стал давать ей уроки игры на органе. В скором времени их отношения переросли в тайный роман. Влюблённые тайно слали друг другу нежные письма, а позднее вступили в интимную близость. В городе поползи слухи, а один из местных рабочих прямо обвинил Гардинера в прелюбодеянии и лицемерии. Была начата судебная тяжба, в результате которой Гардинер и Харсент были полностью оправданы.
Несмотря на оправдание, репутация обоих была очень испорчена. На момент этого суда Гардинер был женат, у него было 6 детей. У его жены перегорело молоко, и их совсем недавно родившаяся дочь умерла. У Роуз был жених, который не выдержал позора и разорвал помолвку. Со временем Гардинер восстановил репутацию, вернулся к работе и снова стал читать проповеди. Однако кривотолки продолжались, а жена Гардинера получила анонимное письмо, в котором утверждалось, что Харсент и Гардинер продолжают встречаться.
К моменту убийства Роуз Харсент не была замужем, но была на шестом месяце беременности. 31 мая 1902 года, ночью, во время сильной грозы она была убита в доме супругов Крисп. Изначально полиция считала, что это самоубийство, но после расследования местный священник — методист Уильям Гардинер был арестован «по горячим следам». Улик против него было предостаточно — любовные письма, лекарства для прерывания беременности (выписанные на его имя, но обнаруженные у Роуз), следы крови на его одежде. Он дважды представал перед судом в Ипсвиче, в 1902 и 1903 году. Утверждалось, что Гардинер был отцом ребенка Харсент, поэтому он убил свою любовницу, чтобы избежать позора. Общественное мнение было в пользу обвиняемого священника. Несмотря на открытую антипатию судьи по этому делу, оба раза присяжные не смогли вынести вердикта — в итоге Гардинер был полностью оправдан в убийстве. Главным аргументом против виновности Гардинера была его любовь к убитой служанке, кроме того, многие сомневались, что оправданный мог решиться на столь страшный грех как убийство.

## Подозреваемые
Дело об убийстве Роуз Харсент не было раскрыто. Несмотря на то, что главный обвиняемый в этом преступлении был оправдан, а дело формально осталось нераскрытым, полиция серьёзно подозревала в убийстве ещё нескольких человек.
1. Боб Керридж. Жених Роуз был подавлен из-за скандального суда над Гардинером и Харсент. Керридж разорвал помолвку, однако позднее пошли слухи о том, что он пытался возобновить отношения с Харсент. Было даже предположение, что ребёнок у Харсент был от Керриджа. Согласно этой версии, Керридж в порыве ярости и ревности убил Роуз. Однако эта версия была признана несостоятельной.
2. Фред Дэвис. Один из поклонников Роуз, который помогал ей достать инструкции по прерыванию беременности. По этой версии, Дэвис вожделел Роуз, но получив отказ, он пришёл в ярость и убил её[2].
3. Альберт Гудчайлд. Ещё один поклонник Роуз Харсент. Он тоже хотел отношений с Роуз, по этой версии он убил её за отказ. Но в основном подозрения в его адрес были надуманными из-за предвзятого отношения жителей Пизенхолла. Он не состоял в религиозной секте, не ходил в церковь, и поэтому жители стали травить его как чужака[2].
4. Генри Русс. Религиозный фанатик, он занимал важное место в жизни христиан Пизенхолла. В ходе расследования было установлено, что анонимное письмо о продолжении отношений Харсент и Гардинера написал он. Кроме того, Руссу было выгодно бросить тень на Гардинера, ведь в таком случае он мог занять место старейшины христианской общины Пизенхолла[2].
5. Джорджия Гардинер. По мнению Джулиана Феллоуза, убийство Роуз Харсент совершила жена Гардинера, Джорджия. Она боялась пожизненного позора, распада семьи и бедственного положения детей. Феллоуз полагает, что Джорджия вполне могла зарезать Роуз, а потом умело скрывала это. Во время следствия в её адрес не высказывалось каких-либо подозрений. Она молчала на следствии и на суде. Феллоуз считает, что если бы над её мужем нависла реальная опасность смертной казни или тюремного заключения, то она безусловно призналась бы в убийстве. Но Гардинер был оправдан дважды, после чего они со всей семьёй покинули Пизенхолл. Он умер в 1941 году, так и не пролив свет на это загадочное убийство[2].

## В массовой культуре
- Д/ф. «Дело Роуз Харсент» из цикла «Самые таинственные убийства» (2004).